# 三角池站
三角池站（福州話：/sɑŋ˨˩ ŋøy˨˩ tie˥˧/）位于中华人民共和国福建省福州市晋安区塔头路与长乐北路、三八路交叉口地下，是福州地铁4号线的地铁车站，远期预留与7号线换乘，于2023年8月27日启用。

## 车站结构
三角池站位于塔头路与长乐北路、三八路交叉口，站体呈东西走向，为地下二层车站。车站主体结构长290米，宽度22.7米，换乘节点段开挖深度约26.8米。车站东侧设单渡线，东南象限设置联络线。
| 地面层   | 出入口                               |  | 出入口                 |
| 地下一层 | 站厅                                 |  | 票务服务、自动售票机   |
| 地下二层 | 1                                    |  | 4号线 往帝封江（竹屿） |
| 地下二层 | 岛式站台，列车运行方向左侧的车门打开 |  |                        |
| 地下二层 | 2                                    |  | 4号线 往凤凰池（东门） |

### 出入口与周边
| 三角池站出入口信息          | 三角池站出入口信息 | 三角池站出入口信息 | 三角池站出入口信息                             |
| --------------------------- | ------------------ | ------------------ | ---------------------------------------------- |
|                             |                    |                    |                                                |
| 编号                        | 设施               | 位置               | 接驳交通                                       |
| 出口 · A                    |                    | 车站东北口         | 三八路口、九龙城、三角池、省二人民医院二化分院 |
| 出口 · B                    |                    | 车站西北口         | 三八路口、九龙城、福州锅炉厂原址               |
| 出口 · C                    |                    | 车站西南口         | 福州锅炉厂原址、东岳                           |
| 出口 · D                    |                    | 车站东南口         | 东岳、三角池、岳峰、省二人民医院二化分院       |
| 注： 设有电梯 \| 设有卫生间 |                    |                    |                                                |

## 历史
- 2017年6月29日，福建省发展和改革委员会批复《福州市城市轨道交通4号线一期工程可行性研究报告》（闽发改网审交通〔2017〕103号），4号线在长乐北路路口东侧设岳峰镇北站。[3]
- 2019年6月1日，三角池站开始一期围挡施工。[4]
- 2021年1月27日，三角池站主体结构封顶。[5]
- 2023年8月23–25日，三角池站开启免费试乘活动。[6]
- 2023年8月27日，三角池站启用。[1]